# Celianella montana
Celianella montana är en emblikaväxtart som beskrevs av Eugene Jablonszky. Celianella montana ingår i släktet Celianella och familjen emblikaväxter. Inga underarter finns listade i Catalogue of Life.